# Vincenzo Castaldi
Pour les articles homonymes, voir Castaldi.
Vincenzo Castaldi (Marradi, 15 mai 1916 - Florence, 6 janvier 1970) est un joueur d'échecs italien.

## Carrière échiquéenne
Il obtient le titre de Maître de la Federazione Scacchistica Italiana (littéralement : Fédération italienne des échecs) en 1936, et celui de maître international de la FIDE en 1950. Il remporte sept Championnat d'échecs d'Italie, en 1936, 1937, 1947 (ex æquo avec Cherubino Staldi, 1948, 1952 ex æquo avec Alberto Giustolisi et Federico Norcia, 1953 et 1959. Il remporte aussi le Championnat italien d'échecs par correspondance en 1956.
Il participe avec l'équipe italienne à de nombreux tournois internationaux. À l'Olympiade d'échecs de Stockholm de 1937 il obtient une brillante victoire en 16 coups contre le célèbre Tartakover. En 1948 à Venise, il remporte une autre victoire mémorable contre l'ex champion du monde Max Euwe. Voir ci-dessous les listes des coups de ces deux parties.
Bien qu'encore redoutable, il interrompt brusquement sa carrière échiquéenne pour se consacrer à sa profession de dentiste.

## Parties
Voici deux prestigieuses victoires de Castaldi (en notation algébrique) :
Vincenzo Castaldi - Xavier Tartakover (Stockholm, 1937)

1.e4 e5 2.Cf3 d6 3.d4 Cf6 4.Cc3 Cbd7 5.Fe2 Fe7 6.0-0 h6 7.b3 c6 8.Fb2 Dc7
9.Dd2 g5 10.Tfd1 Cf8 11.dxe5 dxe5 12.Cxe5 Fe6 13.Cb5 Db8 14.Da5 Fd8?
15.Txd8+ Qxd8 16.Cc7+ 1-0
Max Euwe - Vincenzo Castaldi (Venise, 1948)

1.e4 e6 2.d4 d5 3.Cc3 Cf6 4.Fg5 Fb4 5.e5 h6 6.Fd2 Fxc3 7.bxc3
Ce4 8.Dg4 g6 9.h4 c5 10.Fd3 Cxd2 11.Rxd2 Cc6 12.Th3 cxd4 13.cxd4
Db6 14.Cf3 Fd7 15.Thh1 O-O-O 16.Thb1 Da5+ 17.Re2 f5 18.Df4 Dc3
19.Th1 g5 20.hxg5 hxg5 21.Dxg5 Thg8 22.De3 f4 23.Dd2 Cxd4+ 24.
Cxd4 Dxd4 25.Tab1 Txg2 26.Rf3 Tdg8 27.Tb4 Txf2+ 28.Dxf2 Dxb4 29.
Dxa7 Tg3+ 30.Re2 Te3+ 31.Rd1 Rc7 32.Fe2 Db1+ 33.Rd2 Txe2+ 34.Rxe2
Dxh1 35.Da5+ b6 36.Da7+ Rd8 37.Dxb6+ Re8 38.Db8+ Rf7 39.Dc7 De4+
40.Rd1 Da4 41.Dd8 Rg6 42.Df6+ Rh5 43.Df7+ Rg4 44.Dg6+ Rh4 45.Dh6+
Rg3 46.Dg5+ Rf2 47.Dh4+ Re3 48.De1+ Rd4 0-1

## Sources
- (it) Cet article est partiellement ou en totalité issu de l’article de Wikipédia en italien intitulé « Vincenzo Castaldi » (voir la liste des auteurs).